# Pareulype costajuncta
Pareulype costajuncta là một loài bướm đêm trong họ Geometridae.